# 天主教謝戈德阿維拉教區
天主教謝戈德阿維拉教區（拉丁語：Dioecesis Caeci Abulensis）是古巴一個羅馬天主教教區，屬卡馬圭總教區。
教區1996年2月2日成立，位於謝戈德阿維拉省。2006年有教友186,900人，佔轄區總人口41.3%。教區下轄四個堂區，有八名司鐸。現任教區主教為馬里奧·歐瑟伯·梅斯特里爾·維加。